# 安东尼奥·博尼尼
安东尼奥·博尼尼（義大利語：Antonio Bonini，1954年7月15日—），意大利前男子排球运动员。他曾代表意大利国家队参加1980年夏季奥林匹克运动会排球比赛，结果获得第九名。